# 天后 (近東神話)
天后（英語：Queen of Heaven，也称作天之元后、天之女主人、天界的女王、天上的皇后）是古代地中海和近东地区所崇拜的许多古代天空女神的称号。已知被冠以这个称号的女神包括伊南娜（伊絲塔）、阿纳特、伊西斯、努特、阿斯塔蒂，可能还有亚舍拉（由先知耶利米所述）。在希腊罗马时代，赫拉和朱诺也拥有“天后”这个头衔。崇拜的形式和内容各不相同。

## 伊南娜

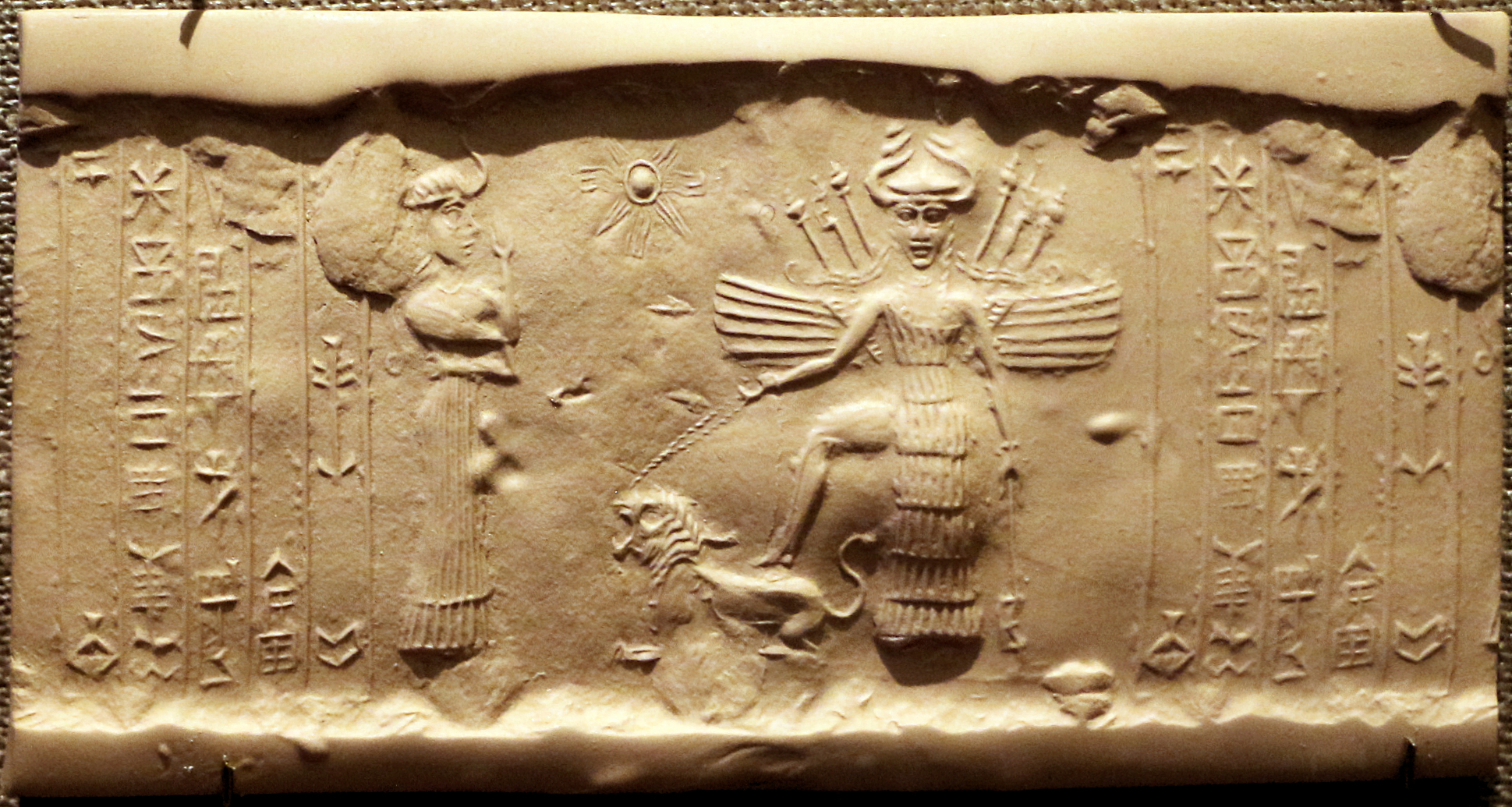
古代的阿卡德滚筒印章。描绘了女神伊南娜将她的脚放在狮子的背上，而她的侍女宁舒布尔则站在她的身旁对她进行参拜，约公元前2334-2154年。

伊南娜是苏美尔人所崇拜的爱与战争的女神。尽管伊南娜与人类或动物的交配和繁衍有关，但她并不是一位母亲神，也很少与生育联系在一起。伊南娜同时也和雨、风暴还有金星相关。据信阿米萨杜卡金星泥板编撰于公元前17世纪中期，碑文称金星为“明亮的天空的女王”或“明亮的天界的女王”。在苏美尔文献中，伊南娜和她的哥哥太阳神乌图被表现得非常亲密；事实上，他们的关系经常接近于乱伦。
尽管在整个古代，“天后”的头衔经常被应用于许多不同的女神，伊南娜却是一个被赋予这个头衔次数最多的女神。事实上，伊南娜的名字通常来源于Nin-anna，字面意思就是“天后”，在古代苏美尔语中（来自于NIN的意思是“女主宰(lady)”和AN的意思是“天空(sky)”），尽管她的名字的楔形文字符号（Borger 2003 nr. 153, U+12239 𒈹）在历史上并不是两者的结合。在一些神话中，伊南娜被描述为古代苏美尔月亮之神南纳的女儿。然而，在其他文献中，她经常被描述为恩基或安的女儿。这些困难使得一些早期的亚述学家认为伊南娜可能最初是一个来自于原始幼发拉底的女神，可能与胡里安的母亲神汉娜汉娜有关，直到后来才被苏美尔神系所接纳，这一观点得到了支持，不过她与其他苏美尔神不同，她起初没有责任范围。在苏美尔语出现之前，伊拉克南部有一种原始幼发拉底语，这种观点并没有被现代亚述学者广泛接受。在苏美尔，伊南娜在公元前3000年就被誉为“天后”。她后来在北部的阿卡德以伊絲塔这个名字受到崇拜。在苏美尔史诗《伊南娜下冥界》中，当伊南娜在冥界最外面的大门前受到挑战时，她回答道：
我是伊南娜，天界的女王。
我在去往东方的路上。
伊南娜的崇拜深深植根于美索不达米亚和西部的迦南人之中。F. F.布鲁斯描述了阿卡迪亚人将金星从男性神转变为女性神伊絲塔的过程。他将伊絲塔、塔木兹、伊尼尼、玛（卡帕多西亚）、玛米、宁胡尔萨格、库柏勒、阿格狄斯提斯、佩西努提卡和伊达母亲等伟大母神的崇拜联系在一起。

## 阿斯塔蒂

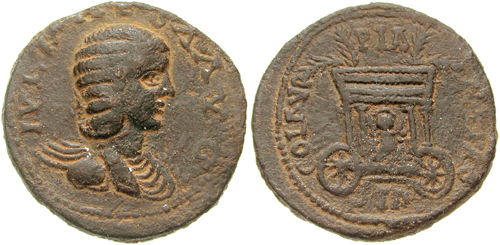
来自赛达的尤利亞·瑪伊莎硬币背面，上面描绘着阿斯塔蒂坐在战车上，车顶有四根树枝伸出来。

耶利米强烈反对让她作为“天后”来崇拜，可能指的就是阿斯塔蒂。阿斯塔蒂是一个来自西北闪米特地区的女神的名字，在名称、起源和职能上与美索不达米亚文献中的女神伊絲塔同源。另一个音译是“Ashtart”；女神的其他名字包括希伯来语עשתרת（音译Ashtoreth），乌加里特语‘ṯtrt（也有' Aṯtart或' Athtart），阿卡德语DAs-tar-tú（也作Astartu）和伊特鲁里亚语Uni-Astre（皮尔吉金板）。
根据学者马克·S·史密斯的说法，阿斯塔蒂可能是铁器时代（公元前1200年之后）或青铜时代（公元前1200年）的女神亚舍拉的化身。
阿斯塔蒂与生育、性和战争联系在一起。她的象征是狮子、马、狮身人面像、鸽子和一个代表金星的圆圈。绘画作品经常展示她的裸体。阿斯塔蒂被希腊人称为阿佛洛狄忒。塞浦路斯岛是阿斯塔蒂最伟大的信仰中心之一，阿佛洛狄忒最常见的别名是赛普里斯（Cypris）。亚舍拉在古代以色列被崇拜为埃尔的配偶，在犹太被崇拜为耶和华的配偶或者是天上母后（玛利亚的称号）〔希伯来人为她的节日烤制小蛋糕〕。

## 希伯来圣经的引用
“天后”在《圣经》中也有被提到，并被不同的学者与许多不同的女神联系在一起，包括：阿纳特、阿斯塔蒂或伊絲塔、亞斯她錄（Ashtoreth），或是作为一个合成的形象来崇拜。 “天后”（希伯来语：מלכתהשמים，Malkath haShamayim）在耶利米书中有记载，在先知谴责这种宗教崇拜的背景下，这是上帝宣布他将把他的子民从这片土地上驱逐出去的原因。
他们在犹太城邑中和耶路撒冷街上的恶行，你没有看见吗？孩子们拾柴，父亲们生火，妇女们揉面，为天后制作蛋糕。他们在向别的神浇奠祭，惹我发怒。
在耶利米第44章15-18节：
那些住在埃及地巴忒罗知道自己妻子向别神烧香的、与旁边站立的众妇女聚集成群、回答耶利米说、论到你奉雅威的名向我们所说的话、我们必不听从。我们定要成就我们口中所出的一切话、向天后烧香、浇奠祭按着我们与我们列祖、君王、首领、在犹太的城邑中、和耶路撒冷的街市上、素常所行的一样。因为那时我们吃饱饭、享福乐、并不见灾祸。自从我们停止向天后烧香、浇奠祭、我们倒缺乏一切。又因刀剑饥荒灭绝。
在那时候，公元前6-7世纪，埃及有一座耶和华的神庙，它位于象岛的犹太社区的中心，在那里耶和华与女神阿纳特一起被受到崇拜（在纸莎草神庙中也被命名为阿纳特-伯特利和阿纳特-亚胡）。
女神亚舍拉、阿纳特和阿斯塔蒂第一次作为不同的，或者是独立的神出现在乌加里特图书馆（现代的叙利亚Ras Shamra）废墟被发现的石板中。有些圣经学者倾向于把这些女神视为一个整体，尤其是被冠以“天后”的头衔。
约翰·戴说：“在公元前一千年的文献中，没有任何内容将亚舍拉挑出来作为“天后”，或者将她与“天堂”特别地联系起来。”F. F.布鲁斯是一位福音派的圣经学者，将阿斯塔蒂和亚舍拉区分为两个不同的女性神。

## 伊西斯

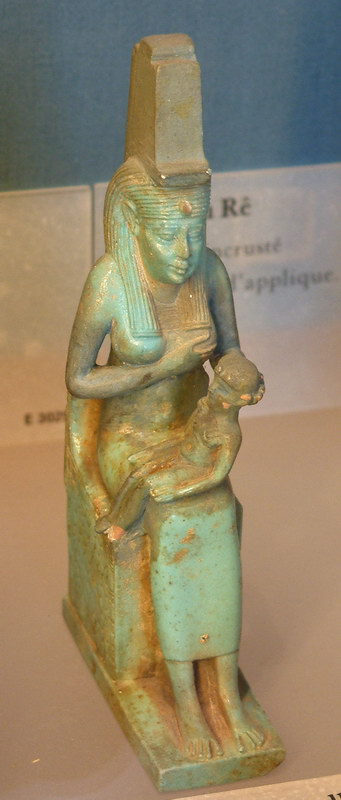
一尊伊西斯在哺育儿子的雕像，收藏在卢浮宫。

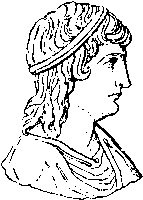
阿普列尤斯所写的“天后”，指的就是伊西斯女王。

伊西斯首先在埃及受到崇拜。根据希腊历史学家希罗多德在公元前5世纪所写的，伊西斯是唯一一个让所有埃及人都崇拜的女神，她的影响力是如此广泛，以至于她已经完全和希腊女神得墨忒耳融合在一起。在亚历山大大帝征服埃及，托勒密一世将埃及文化希腊化之后，伊西斯最终被称为“天后”。阿普列尤斯在他的小说《金驴记》第11卷第47章中证实了这一点。在书中，他所创作的角色向“天后”祈祷。女神本人回应了他的祈祷，并发表了一段冗长的独白，其中她明确地将自己定义为“天后”和伊西斯。
然后，我带着哭泣的面容，向那强大的女神祈祷说：“啊，求天后赐福……”
因此，那神圣的样貌呼唤出富饶的阿拉伯的芬芳，她那神圣的声音并不轻蔑地对我说道：“瞧，路鸠士，我来了，你的哭泣和祈祷感动了我，让我前来帮助你。”我是自然万物的母亲，所有元素的女主人和女导师，世界最初的后代，神圣权力的首领，天界的女王……埃及人擅长各种古老的教义，他们以正确适当的仪式来崇拜我，他们管我叫伊西斯女王。